# Ferdinand von Trauttmansdorff
Ferdinand von Trauttmansdorff (1749-1827) fue un diplomático y estadista austriaco. Entre 1787 y 1789 fue Ministro plenipotenciario de los Países Bajos Austriacos, gobernando en nombre del emperador José II.

## Biografía
Ferdinand nació en Viena el 12 de enero de 1749, siendo miembro de la familia noble de Trauttsmandorff. Estudió en la Universidad de Viena y sirvió en el Reichskammergericht en Wetzlar. En 1772, contrajo matrimonio con Marie Caroline von Colloredo (1752-1832). A la muerte de su hermano en 1774, se convirtió en jefe de la familia, y conde y príncipe de Trauttmansdorff.
En 1780, fue seleccionado ministro austríaco en Regensburg, y en 1785 embajador imperial en al Arzobispado Electoral de Maguncia. En 1787, fue elegido ministro plenipotenciario del emperador en los Países Bajos Austríacos, efectivamente jefe de gobierno.
Llegó a Bruselas en octubre de 1787. Su mandato era impulsar las innovaciones que José II había determinado y que el anterior ministro plenipotenciario, el Conde Ludovico de Belgiojoso, se había visto obligado a retirar. En su celo por ejecutar la política imperial, Trauttmansdorff llevó a cabo un golpe de Estado el 18 de junio de 1789, rescindiendo los antiguos privilegios del condado de Hainaut, decretando la abolición del Concejo de Brabante, y encarcelando arbitrariamente muchos de los opositores de la política gubernamental. Su comportamiento dictatorial precipitó la Revolución de Brabante. El Conde Richard d'Alton, comandante general de las Fuerzas Imperiales en los Países Bajos Austriacos estaba en contra de tales drásticas reformas y las desaconsejó. En noviembre, empezó a ofrecer concesiones y a reconocer antiguas libertades, pero era demasiado tarde para detener el rechazo revolucionario a la autoridad austriaca. El 14 de diciembre de 1789, Trauttmansdorff huyó de Bruselas a Luxemburgo. Su correspondencia secreta con José II mientras era ministro plenipotenciario fue publicada en 1902.
Reingresó en el servicio imperial en 1793, siendo elegido Canciller para los Países Bajos en Viena. Acompañó al emperador Francisco II a Bruselas para su recepción como gobernante durante la breve restauración austriaca de 1793-1794.

## Obras
- Fragments pour servir à l'histoire des évenements qui se sont passés aux Pays-Bas depuis la fin de 1787 jusqu'en 1789 (Ámsterdam, 1790).